# Lijst van 3FM Megahits in 1997
Deze hits waren in 1997 3FM Megahit op Radio 3FM:
| Nr. | Week    | Artiest                                 | Titel                           | Hoogste positie in de Mega Top 100 |
| --- | ------- | --------------------------------------- | ------------------------------- | ---------------------------------- |
| 201 | Week 1  | ICT                                     | Lasciati tentare                | 15                                 |
| 202 | Week 2  | Ginuwine                                | Pony                            | 8                                  |
| 203 | Week 3  | Xzibit                                  | Paparazzi                       | 5                                  |
| 204 | Week 4  | No Mercy                                | When I Die                      | 1(5wk)                             |
| 205 | Week 5  | En Vogue                                | Don't Let Go (Love)             | 2                                  |
| 206 | Week 6  | R. Kelly                                | I Believe I Can Fly             | 2                                  |
| 207 | Week 7  | Apollo 440                              | Ain't Talkin' 'bout Dub         | 15                                 |
| 208 | Week 8  | De Dijk                                 | Laat het vanavond gebeuren      | 35                                 |
| 209 | Week 9  | Az Yet & Peter Cetera                   | Hard to Say I'm Sorry           | 3                                  |
| 210 | Week 10 | 3T & Herbie                             | Gotta Be You                    | 33                                 |
| 211 | Week 11 | The Blue Boy                            | Remember Me                     | 17                                 |
| 212 | Week 12 | Eternal                                 | Don't You Love Me               | 19                                 |
| 213 | Week 13 | Frank Cunimondo Trio & Lynn Marino      | Feelin' Good                    | 26                                 |
| 214 | Week 14 | Republica                               | Ready to Go                     | 25                                 |
| 215 | Week 15 | The Soundlovers                         | Run a Way                       | 21                                 |
| 216 | Week 16 | No Doubt                                | Just a Girl                     | 14                                 |
| 217 | Week 17 | Michael Jackson                         | Blood on the Dance Floor        | 7                                  |
| 218 | Week 18 | Monica                                  | For You I Will                  | 51                                 |
| 219 | Week 19 | 2 Brothers on the 4th Floor             | One Day                         | 15                                 |
| 220 | Week 20 | Live                                    | Freaks                          | 80                                 |
| 221 | Week 21 | Tic Tac Toe                             | Warum?                          | 5                                  |
| 222 | Week 22 | Hanson                                  | MMMBop                          | 2                                  |
| 223 | Week 23 | Lutricia McNeal                         | My Side of Town                 | 18                                 |
| 224 | Week 24 | Skunk Anansie                           | Brazen (Weep)                   | 48                                 |
| 225 | Week 25 | Puff Daddy, Faith Evans & 112           | I'll Be Missing You             | 1(9wk)                             |
| 226 | Week 26 | Foxy Brown & Jay-Z                      | I'll Be                         | 33                                 |
| 227 | Week 27 | The Rembrandts                          | I'll Be There for You           | 20                                 |
| 228 | Week 28 | R. Kelly                                | Gotham City                     | 9                                  |
| 229 | Week 29 | The Verve                               | Bitter Sweet Symphony           | 14                                 |
| 230 | Week 30 | Will Smith                              | Men in Black                    | 2                                  |
| 231 | Week 31 | Radiohead                               | Karma Police                    | 50                                 |
| 232 | Week 32 | The Notorious B.I.G., Puff Daddy & Mase | Mo Money Mo Problems            | 1(2wk)                             |
| 233 | Week 33 | De Bos                                  | On the Run                      | 12                                 |
| 234 | Week 34 | Golden Earring                          | Burning Stuntman                | 26                                 |
| 235 | Week 35 | Yukkie B                                | Wat nou?                        | 49                                 |
| 236 | Week 36 | Mariah Carey                            | Honey                           | 15                                 |
| 237 | Week 37 | All Saints                              | I Know Where It's At            | 52                                 |
| 238 | Week 38 | Refugee Camp All Stars, Pras & Ky-Mani  | Avenues                         | 14                                 |
| 239 | Week 39 | The Rolling Stones                      | Anybody Seen My Baby?           | 25                                 |
| 240 | Week 40 | IsOokSchitterend!                       | Voltooid verleden tijd (V.V.T.) | 12                                 |
| 241 | Week 41 | Spice Girls                             | Spice Up Your Life              | 4                                  |
| 242 | Week 42 | Anouk                                   | Nobody's Wife                   | 2                                  |
| 243 | Week 43 | LL Cool J                               | Phenomenon                      | 21                                 |
| 244 | Week 44 | Usher                                   | You Make Me Wanna...            | 6                                  |
| 245 | Week 45 | The Rapsody, Warren G & Sissel          | Prince Igor                     | 6                                  |
| 246 | Week 46 | Jewel                                   | Foolish Games                   | 10                                 |
| 247 | Week 47 | The Prodigy                             | Smack My Bitch Up               | 22                                 |
| 248 | Week 48 | Will Smith                              | Just Cruisin'                   | 45                                 |
| 249 | Week 49 | Flip Da Scrip                           | I Never Told You                | 32                                 |
| 250 | Week 50 | Run-D.M.C. & Jason Nevins               | It's Like That                  | 1(4wk)                             |
| 251 | Week 51 | All Saints                              | Never Ever                      | 4                                  |
| -   | Week 52 | Geen 3FM Megahit                        | Geen 3FM Megahit                | Geen 3FM Megahit                   |

1993 · 
1994 ·
1995 · 
1996 ·
1997 ·
1998 ·
1999 ·
2000 ·
2001 ·
2002 ·
2003 ·
2004 ·
2005 ·
2006 ·
2007 ·
2008 ·
2009 ·
2010 ·
2011 ·
2012 ·
2013 ·
2014 ·
2015 ·
2016 ·
2017 ·
2018 ·
2019 ·
2020 ·
2021 ·
2022 ·
2023 ·
2024 ·
2025